# Himalopsyche digitata
Himalopsyche digitata är en nattsländeart som först beskrevs av Martynov 1935.  Himalopsyche digitata ingår i släktet Himalopsyche och familjen rovnattsländor. Inga underarter finns listade i Catalogue of Life.